# 改变美国的一百零二分钟
《改变美国的一百零二分钟》（英語：102 Minutes That Changed America）是一个由歷史頻道制作的102分钟的紀錄片，并在911事件七周年的2008年九月11日播出。该片用到了许多业余的民間記者、纽约居民在在这一事件当时的实时原始镜头。